# Елсворт (Мејн)
Елсворт (енгл. Ellsworth) град је у америчкој савезној држави Мејн.

## Демографија
По попису из 2010. године број становника је 7.741, што је 1.285 (19,9%) становника више него 2000. године.
| Група             | 2000.         | 2010.         |
| Белци             | 6.288 (97,4%) | 7.410 (95,7%) |
| Афроамериканци    | 12 (0,2%)     | 51 (0,7%)     |
| Азијати           | 27 (0,4%)     | 82 (1,1%)     |
| Хиспаноамериканци | 42 (0,7%)     | 108 (1,4%)    |
| Укупно            | 6.456         | 7.741         |